# Mynor Padilla
Mynor Roberto Padilla (Ciudad de Guatemala, Guatemala, 9 de julio de 1993) es un futbolista guatemalteco que juega en la posición de portero, su actual club es el Deportivo Mixco Equipo de la Primera División de Guatemala.
Destaca por haber representado a Guatemala en la Copa Mundial de Fútbol Sub-20 de 2011.

## Selección nacional

### Participaciones en Copas del Mundo
| Mundial                     | Sede     | Resultado        |
| --------------------------- | -------- | ---------------- |
| Copa Mundial Sub-20 de 2011 | Colombia | Octavos de final |

## Clubes
| Club                       | País      | Año         |
| -------------------------- | --------- | ----------- |
| Comunicaciones Fútbol Club | Guatemala | 2010 - 2012 |
| Deportivo San Pedro        | Guatemala | 2017 - 2018 |

- Datos: Q27983028